# Mya Mason
Mya Mason (sinh ngày 4.11.1984) là một nữ diễn viên diễn phim khiêu dâm người Mỹ. Cô sinh tại Denver, Colorado, Hoa Kỳ. Cô đã xuất hiện trong hơn 90 phim khiêu dâm.